# Longeaux
Longeaux település Franciaországban, Meuse megyében. Lakosainak száma 219 fő (2022. január 1.). Longeaux Givrauval, Menaucourt, Nantois és Villers-le-Sec községekkel határos.

## Népesség
A település népességének változása:
| Lakosok száma | 218  | 200  | 225  | 230  | 229  | 230  | 227  | 224  | 221  | 219  |
|               | 1968 | 1982 | 1990 | 2006 | 2013 | 2015 | 2017 | 2019 | 2020 | 2022 |